# 레드 스패로
《레드 스패로》(영어: Red Sparrow)는 2018년 개봉한 미국의 첩보 스릴러 영화이다. 제이슨 매슈스의 동명 소설을 원작으로 프랜시스 로런스가 연출하고 제니퍼 로렌스, 조엘 에저턴, 제러미 아이언스, 마티아스 스후나르츠가 출연한다.

## 줄거리
현대의 러시아에서 유명한 발레리나 도미니카 에고로바는 병든 어머니를 부양한다. 그녀의 경력은 공연 중 댄스 파트너가 그녀를 다치게 한 후 갑자기 끝난다. 볼쇼이가 그녀와의 관계를 끊은 후, 도미니카의 삼촌 이반(러시아 러시아 대외정보국 부국장)은 그녀의 전 파트너 콘스탄틴과 경쟁 댄서 소냐가 연인이었으며, 의도적으로 그녀를 다치게 했다는 것을 밝힌다. 도미니카는 볼쇼이 샤워실에서 그들을 기습하여 지팡이로 때려 둘 다 다치게 함으로써 복수한다. 기소를 피하고 재정적 지원을 받기 위해 그녀는 이반을 돕는 데 동의한다. 그녀는 어머니의 지속적인 의료 지원을 대가로 러시아 갱스터 드미트리 우스티노프를 유혹하는 임무를 맡는다.
술집에서 만난 두 사람은 도미니카의 개인 호텔 방으로 가고, 그곳에서 드미트리는 그녀를 강간하지만, 이반의 승인을 받은 SVR 요원 세르게이 마토린에게 곧 방해받고 교살된다. 그들은 안전 가옥으로 도망치고 이반은 도미니카에게 선택권을 준다: SVR 요원이 되거나, 우스티노프 암살을 목격한 죄로 처형되거나.
네이트 내시는 모스크바에서 일하는 CIA 요원이다. 고리키 공원에서 코드명 마블이라는 러시아 스파이와 만나는 동안, 그들은 경찰과 마주친다. 내시는 자신의 연락원이 정체를 들키지 않고 미국 대사관에 도착하도록 주의를 돌린다. 내시는 미국으로 재배치되지만, 마블이 자신과만 협력할 것이라고 주장한다. 러시아로 돌아갈 수 없기 때문에 그는 부다페스트로 배정되어 마블과 다시 접촉하게 되는데, SVR도 이를 파악한다.
도미니카는 '스패로우'(섹스피오나주로 대상을 유혹할 수 있는 요원)를 위한 잔혹한 전문 훈련 학교인 주립 학교 4로 보내지며, 그곳에서 카티아라는 가명을 받고 그녀의 진짜 신분과 직업을 밝히는 것은 금지된다. 그녀는 훈련관인 '매트런'과의 약간의 마찰에도 불구하고 훈련에서 탁월한 성과를 보인다. 매트런의 추천에 반하여 이반과 고위 관리인 블라디미르 코르치노이 장군은 도미니카가 부다페스트에서의 임무에 준비되었다고 결정한다. 그녀의 임무는 내시의 신뢰를 얻고 마블의 정체를 밝히는 것이다.
부다페스트에서 도미니카는 동료 '스패로우' 마르타와 함께 살며, 지부장 막심 볼론토프의 감독을 받는다. 그녀는 내시와 접촉하고, 내시는 그녀가 러시아 정보 요원임을 빠르게 파악하고 그녀를 망명시키려 시도한다.
도미니카는 마르타의 방을 조사하다가 그녀가 미국 상원 의원의 비서실장 스테파니 부셰에게서 기밀 정보를 사들이는 임무를 받았다는 것을 알게 된다. 이반이 내시와의 진행이 느리다고 압력을 가하자 도미니카는 부셰와 관련하여 마르타를 돕고 있다고 주장한다.
마르타는 도미니카가 우스티노프와의 이전 사건에 대해 이야기한 후 세르게이 마토린에게 잔인하게 살해당한다. 도미니카는 세르게이로부터 그 일에 대해 다시 입을 열면 같은 운명에 처할 것이라는 경고를 받는다. 그녀는 내시에게 연락하여 자신과 어머니의 보호를 대가로 이중간첩이 되는 데 동의하고 그와 성관계를 맺는다. 러시아의 명령에 따라 도미니카는 볼론토프와 함께 런던으로 가서 부셰를 만나 거래를 완료하지만, 몰래 제공하는 정보를 CIA가 제공한 허위 정보로 바꾼다.
회의 후, 부셰는 미국 정보 요원들에게 감시당하고 있다는 것을 깨닫고 당황하여 교통 체증 속으로 뛰어들어 사망한다. 그녀를 감시하던 러시아 요원들은 자신들의 임무가 노출되었다는 것을 깨닫는다. 미국인들에게 정보를 흘린 것으로 의심받은 도미니카와 볼론토프는 모스크바로 소환되어 며칠 동안 고문과 심문을 받는다.
볼론토프는 처형되지만, 도미니카의 무죄 주장은 결국 이반에게 받아들여진다. 그녀는 부다페스트로 돌아가 내시로부터 마블의 신분을 알아내는 임무를 계속하게 된다. 대신, 그녀는 내시를 설득하여 자신과 어머니를 미국으로 이주시킨다.
내시와 밤을 보낸 후, 도미니카는 깨어나 보니 내시가 마블의 정체를 알아내기 위해 마토린에게 고문당하고 있는 것을 발견한다. 그녀는 처음에는 돕지만, 마토린이 경계를 늦추자 그를 죽인다. 그러나 그 과정에서 심하게 다친다. 그녀는 병원에서 깨어나고 코르치노이가 마블임을 밝힌다. 그는 자신이 애국자였지만, 한때 자신이 불쾌하게 했던 한 관료가 그의 병든 아내에게 미국인 의사의 수술을 허용하지 않았을 때 환멸을 느꼈다고 설명한다.
코르치노이는 곧 잡힐 것을 두려워하여 헛되이 죽는 대신, 도미니카에게 이반에게 자신의 정체를 폭로하라고 지시한다. 그렇게 하면 그녀는 국가적 영웅이 되고, CIA에 정보를 넘기는 스파이로서 그를 대신할 수 있게 된다.
도미니카가 상사에게 연락했을 때, 그녀는 헝가리에 처음 도착한 이후로 조작해 온 증거를 사용하여 이반을 스파이로 몰아세우고, 런던에서의 실패한 거래에 대한 책임을 그에게 돌린다. 이반은 죄수 교환 중에 저격수에게 살해당하고, 내시는 스파이의 정체를 확인하기 위해 그녀의 계획에 동조한다. 도미니카는 러시아로 돌아온 후 군사 의식에서 표창을 받는다.
러시아로 돌아온 도미니카는 어머니와 함께 산다. 그녀는 내시에게 자신의 첫 솔로 공연을 위한 곡이라고 말했던 그리그의 피아노 협주곡을 연주하는 알 수 없는 사람으로부터 전화를 받는다. 영화는 그녀가 발코니에서 볼쇼이 발레 공연을 보다가 공연 도중에 떠나는 것으로 끝난다.

## 출연진
- 제니퍼 로렌스 - 도미니카 에고로바
- 조엘 에저턴 - 너새니얼 내시
- 마티아스 스후나르츠 - 반야 네고로브
- 샬롯 램플링 - 사감
- 메리 루이스 파커 - 스테파니
- 제러미 아이언스 - 코르치노이
- 조엘리 리차드슨 - 니나 에고로바
- 시아란 힌즈 - 자하로프
- 더글라스 호지 - 막심
- 테크라 레우텐 - 마르타
- 빌 캠프 - 마티
- 사키나 저프리 - 트리쉬
- 크리스토프 콘라트 - 우스티노프
- 제바스티안 훌크 - 마토린
- 세르게이 폴루닌 - 콘스탄틴
- 사이먼 자보 - 유스티노프의 보안요원
- 율리아 우브란코비치스 - 간호사
- 칼 파러 - 호텔 후원자
- 잉게보르가 다프쿠나이트 - 발레 감독
- 조엘 드 라 푸엔트 - 미국 상원의원
- 세르게이 오놉코 - 세묘노프
- 니콜 오닐 - 소냐